# كيتسوكي (أويتا)
مدينة كيتسوكي (بالإنجليزية: Kitsuki)‏ هي أحد المدن التابعة لمحافظة أويتا. تأسست رسميًا في 01/10/2005. ويقدر عدد سكانها بـ 33465 نسمة حسب تقدير مكتب الإحصاء الياباني لعام 2012. تبلغ مساحة كيتسوكي 280.01 كم2. بكثافة سكانية تبلغ 120 نسمة/كم2.